# Blanzy-lès-Fismes
Blanzy-lès-Fismes là một xã ở tỉnh Aisne, vùng Hauts-de-France thuộc miền bắc nước Pháp.